# Phytodietus pallipes
Phytodietus pallipes là một loài tò vò trong họ Ichneumonidae.